# Якурим (посёлок)
Якурим — упразднённый рабочий посёлок в Усть-Кутском районе Иркутской области России. Исключен из учётных данных в 1995 году. Фактически присоединён к городу Усть-Кут.

## География
Расположен в центральной части области, на Лено-Ангарском плато, при железнодорожных и автомобильных путях, через которые расположен посёлок Мостоотряд на берегу реки Лены, примерно в 500 км севернее Иркутска.

### Климат
Климат резко континентальный. Средняя температура января: −25 °C, июля: +17 °C. Минимальная температура: −53,7 °C, максимальная (в тени): +36,7 °C.

## Население
| 1989 |
| ---- |
| 4227 |

## Транспорт
Федеральная трасса А-331 «Вилюй».
Байкало-Амурская магистраль.